# (330634) Boico
(330634) Boico est un astéroïde de la ceinture principale.

## Description
(330634) Boico est un astéroïde de la ceinture principale. Il fut découvert le 11 mars 2008 à La Silla par le programme EURONEAR. Il présente une orbite caractérisée par un demi-grand axe de 2,42 UA, une excentricité de 0,07 et une inclinaison de 4,4° par rapport à l'écliptique.

## Compléments